# Mišlje
Mišlje (nemško Annamischl) je naselje v Občini Pokrče v Okraju Celovec-dežela na Koroškem v Avstriji.